# 旱茅
旱茅（学名：Eremopogon delavayi）为禾本科旱茅属下的一个种。